# Aulnay-sous-Bois
 Denne artikel omhandler den parisiske forstadskommune. Opslagsordet har også en anden betydning, se Aulnay.
Aulnay-sous-Bois er en fransk kommune og by i departementet Seine-Saint-Denis i regionen Île-de-France. Det er en forstadsby, som ligger nord for Paris, ca. 19 km fra Paris' centrum, og som indgår i Paris' storbyområde. Den har ca. 81.000 indbyggere. Byen blev kendt nationalt og internationalt som et af stederne for urolighederne i 2005. På fransk kaldes indbyggerne Aulnaysiens.
Byen grænser til kommunerne Gonesse (Val-d'Oise), Villepinte, Sevran, Livry-Gargan, Les Pavillons-sous-Bois, Bondy, Le Blanc-Mesnil.

## Navn
Navnet Aulnay stammer fra det middelalder-latinske alnetum, der betyder "ellelund", opkaldt efter de elletræer (fransk: aulnes), som dækkede området i tidligere tider.
Byens oprindelige navn var Aulnay-lès-Bondy (med betydningen "Aulnay nær Bondy"), men blev omdøbt til Aulnay-sous-Bois (med betydningen "Aulnay i skoven") den 5. januar 1903. Den skov, navnet hentyder til, er Bondyskoven, som engang dækkede det meste af området nordøst for Paris.

## Demografi
| 1793 | 1800 | 1806 | 1821 | 1831 | 1836 | 1841 | 1846 | 1851 |
| ---- | ---- | ---- | ---- | ---- | ---- | ---- | ---- | ---- |
| 580  | 536  | 563  | 513  | 577  | 584  | 611  | 622  | 637  |

| 1856 | 1861 | 1866 | 1872 | 1876 | 1881 | 1886  | 1891  | 1896  |
| ---- | ---- | ---- | ---- | ---- | ---- | ----- | ----- | ----- |
| 646  | 646  | 680  | 627  | 765  | 780  | 1 012 | 1 306 | 1 878 |

| 1901  | 1906  | 1911  | 1921   | 1926   | 1931   | 1936   | 1946   | 1954   |
| ----- | ----- | ----- | ------ | ------ | ------ | ------ | ------ | ------ |
| 2 829 | 4 417 | 7 141 | 11 928 | 21 636 | 31 426 | 31 763 | 32 356 | 38 534 |

| 1962                                                              | 1968   | 1975   | 1982   | 1990   | 1999   | 2004   | - | - |
| ----------------------------------------------------------------- | ------ | ------ | ------ | ------ | ------ | ------ | - | - |
| 47 507                                                            | 61 521 | 78 137 | 75 996 | 82 314 | 80 021 | 80 700 | - | - |
| Tal fra og med 1962 er uden dobbelttælling (sans doubles comptes) |        |        |        |        |        |        |   |   |

Kilder: 

Grafisk befolkningsudvikling 1794-2004

### Demografisk tabel for det 20. århundrede
- i 1999 var Aulnay-sous-Bois kommune nr. 47 i Frankrig efter befolkningsstørrelse[4].

### Aldersfordeling
Kilde:
- Fra 0 til 19 år: 30,8%
- Fra 20 til 39 år: 29,1%
- Fra 40 til 59 år: 25,2%
- Fra 60 til 74 år: 10,3%
- 75 år og derover: 4,5%

## Administration
Aulnay-sous-Bois er opdelt i to kantoner :
- Aulnay-sous-Bois-Nord med 55.298 indbyggere
- Aulnay-sous-Bois-Sud med 24.723 indbyggere

## Borgmestre
| Période      | Identité                                       | Parti                       |
| ------------ | ---------------------------------------------- | --------------------------- |
| 2003 –       | Gérard Gaudron                                 | UMP                         |
| 1983 – 2003  | Jean-Claude Abrioux                            | UMP                         |
| 1983 -1983   | Gilbert Séron Interrim                         | -                           |
| 1978 -1983   | Pierre Thomas                                  | PCF                         |
| 1971 – 1978  | Robert Ballanger                               | PCF                         |
| 1965 – 1971  | Louis Solbès                                   | PCF                         |
| 1964 – 1965  | Maurice Cadot                                  | SFIO                        |
| 1959 – 1964  | Robert Courtat                                 | -                           |
| 1947 – 1959  | Fernand Herbaut                                | SFIO                        |
| 1945 – 1947  | Pierre Scohy                                   | PCF                         |
| 1944 – 1945  | Maurice Nilès (senior)                         | PCF                         |
| 1944 – 1944  | Narcisse Renaudot Interrim                     | Franske befrielsesbevægelse |
| 1941 – 1944  | Charles Drocourt                               | -                           |
| 1941 – 1941  | Charles Drocourt (først udpeget, senere valgt) | -                           |
| 1939 – 1941  | André Fourquez (udpeget)                       | -                           |
| 1935 – 1939] | Maurice Nilès (senior)                         | PCF                         |
| 1932 – 1935  | Louis Poupon                                   | SFIO                        |
| 1930 – 1932  | Charles Dordain                                | -                           |
| 1928 – 1930  | Arthur Chevalier                               | SFIO                        |
| 1925 – 1928  | Albert Libs                                    | -                           |
| 1919 – 1925  | Jules Princet                                  | -                           |
| 1905 – 1919  | Isidore Nerat                                  | -                           |
| 1896 – 1905  | Claude Buchet                                  | -                           |

## Erhvervsliv
| Navn                             | Aktivitet                          | Omsætning     |
| -------------------------------- | ---------------------------------- | ------------- |
| XEROX-FRANCE                     | Kontorautomation og databehandling | 996 565 000 € |
| DÉPÔTS GAUX PHARMA               | Farmaceutisk lager                 | 410 951 000 € |
| SOPROREAL (L’ORÉAL)              | Kosmetik                           | 140 200 000 € |
| XEROX DOCUM. SUPPLIES            | Kontorartikler                     | 68 707 000 €  |
| POWER CONTROLS-FRANCE (VYNCKIER) | Elektrisk materiel                 | 58 888 000 €  |
| LOGISTIQUE FRET                  | Transport                          | 32 759 000 €  |
| GARONOR (AGF)                    | Lager                              | 30 819 000 €  |
| PARIS NORD AUTOMOBILES           | Bilbranchen                        | 30 265 000 €  |
| SOLDIS                           | Beklædning                         | 28 956 000 €  |